# Tylösand
A praia de Tylösand ( PRONÚNCIA) está situada a 8 km a oeste da cidade sueca de Halmstad, na baía de Laholm. É uma praia de banho, com 7 km de extensão, onde também é praticado o windsurf. Na sua proximidade existem pistas de golfe, hotéis, galeria de arte, restaurantes, spa, parque de campismo e ginásio.